# STX Europe
STX Europe — норвежская судостроительная компания, которая под именем Aker Yards ASA с 2004 года имело листинг OBX Index на фондовой бирже Осло. С начала 2009 года южнокорейский судостроительный концерн STX Offshore & Shipbuilding является единственным собственником, который в свою очередь инициировал делистинг STX Europe с фондовой биржи Осло.

## Обзор
STX Europe является международной судостроительной группой, насчитывающей 15 верфей в Бразилии, Франции, Норвегии, Румынии и Вьетнаме почти с 15 500 работниками (на конец 2008 года). Оборот в 2008 году составил 31,5 млрд. норвежских крон.
Предприятие строит круизные суда, паромы, нефтяные платформы и специальные суда. С 2012 года в сотрудничестве с «Балтийским заводом» на верфи Chantiers de l’Atlantique в Сен-Назере строятся универсальные десантные корабли типа «Мистраль». Бывшая сфера деятельности, строительство торговых судов, была выделена в 2008 году из концерна.
Круизные суда строятся STX France SA на верфи Chantiers de l’Atlantique в Сен-Назере во Франции.

## История
В феврале 2002 года строительная деятельность норвежских концернов Aker ASA и Kværner под руководством управляющей компании Aker Kværner Yards AS сосредоточилась в Осло. В 2004 г. в условиях новых отношений собственности возникла судостроительная группа Aker Yards ASA, котировавшаяся с тех пор на фондовой бирже Осло.
В июне 2006 г. была прикуплена верфь Chantiers de l'Atlantique в (Сен-Назер) концерна Alstom. С марта 2007 г. Aker Yards стал самостоятельным. Ранее находившиеся у Aker ASA доли в Aker Yards в размере 40,1 процента были проданы и разошлись среди мелких вкладчиков. В октябре 2007 г. южнокорейский судостроительный концерн STX Shipbuilding приобрёл 39,2 процента акций Aker Yards. В ноябре 2008 г. Aker Yards был переименован в STX Europe.
В августе 2014 года верфь в Турку была продана немецкой судостроительной компанией Meyer Werft и финскому правительству и получила название Meyer Turku.

## Wadan Yards

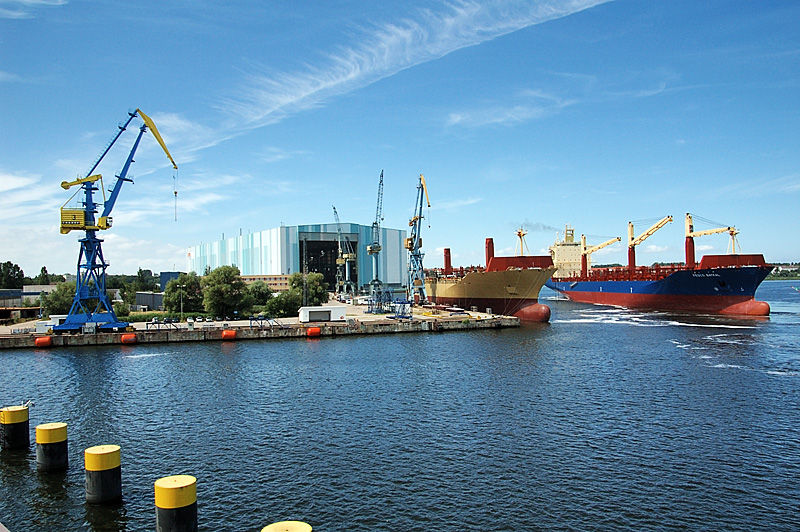
Верфи Nordic Yards в Висмаре в Германии, частично скупленные концерном Wadan Yards

В Германии концерну принадлежали с 1998 по 2008 г. Aker MTW в Висмаре и с 2002 г. Warnowwerft (ранее Kvaerner Warnow Werft GmbH) в Росток-Варнемюнде (с середины 2003 Aker Warnow Werft GmbH, с весны 2004 Aker Warnemünde Operations GmbH и Aker Warnemünde Real Estate GmbH). Верфи осуществляли с 2003 г. деятельность под общей маркой-«крышей» Aker Ostsee, с 2005 г. название «Aker Yards, Germany».
В марте 2008 г. Aker Yards продала большинство в обоих немецких верфях, а также в украинской верфи в Николаеве российскому инвестиционному обществу FLC West. Три верфи, а также три инженерно-конструкторских бюро стали частью нового совместного предприятия Aker Yards Ukraine Holding, в котором у FLC West 70 процентов и у Aker Yards 30 процентов акций. Трансакция вступила в силу 1 января 2008 г., имея обратную силу, и с 22 сентября 2008 г. верфи работают под маркой Wadan Yards.
12 июля 2009 г. STX Europe сообщила о продаже меньшего пакета в 30 процентов в Wadan Yards Group AS имеющей штаб-квартиру в Люксембурге Mandataria Finance S.A. Параллельно идут разборки с FLC West S.a.r.l. по ещё оставшимся открытым пунктам и запущена процедура банкротства.

### Список верфей

#### Круизные суда и паромы
- STX France SA

Верфь Chantiers de l’Atlantique в Сен-Назере

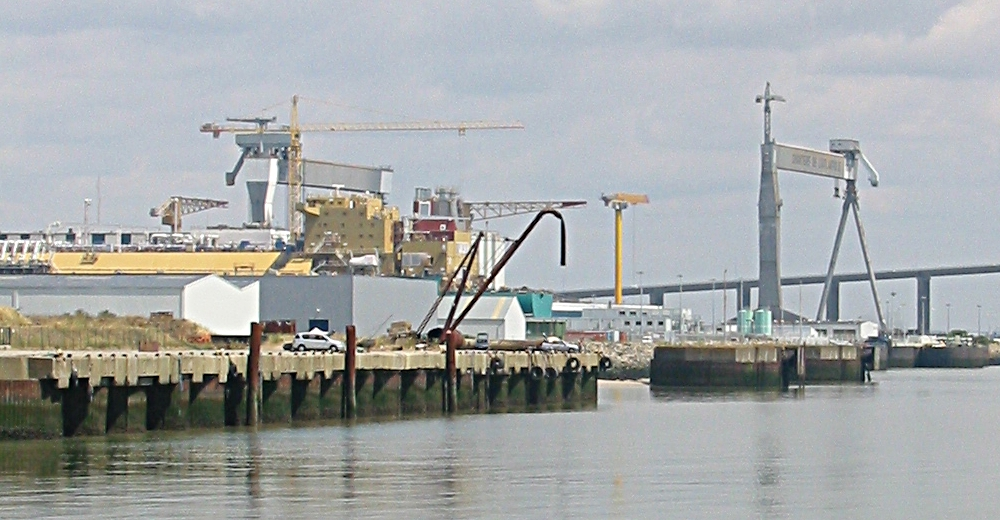
Вид на верфь Chantiers de l’Atlantique в Сен-Назере в 2005 году
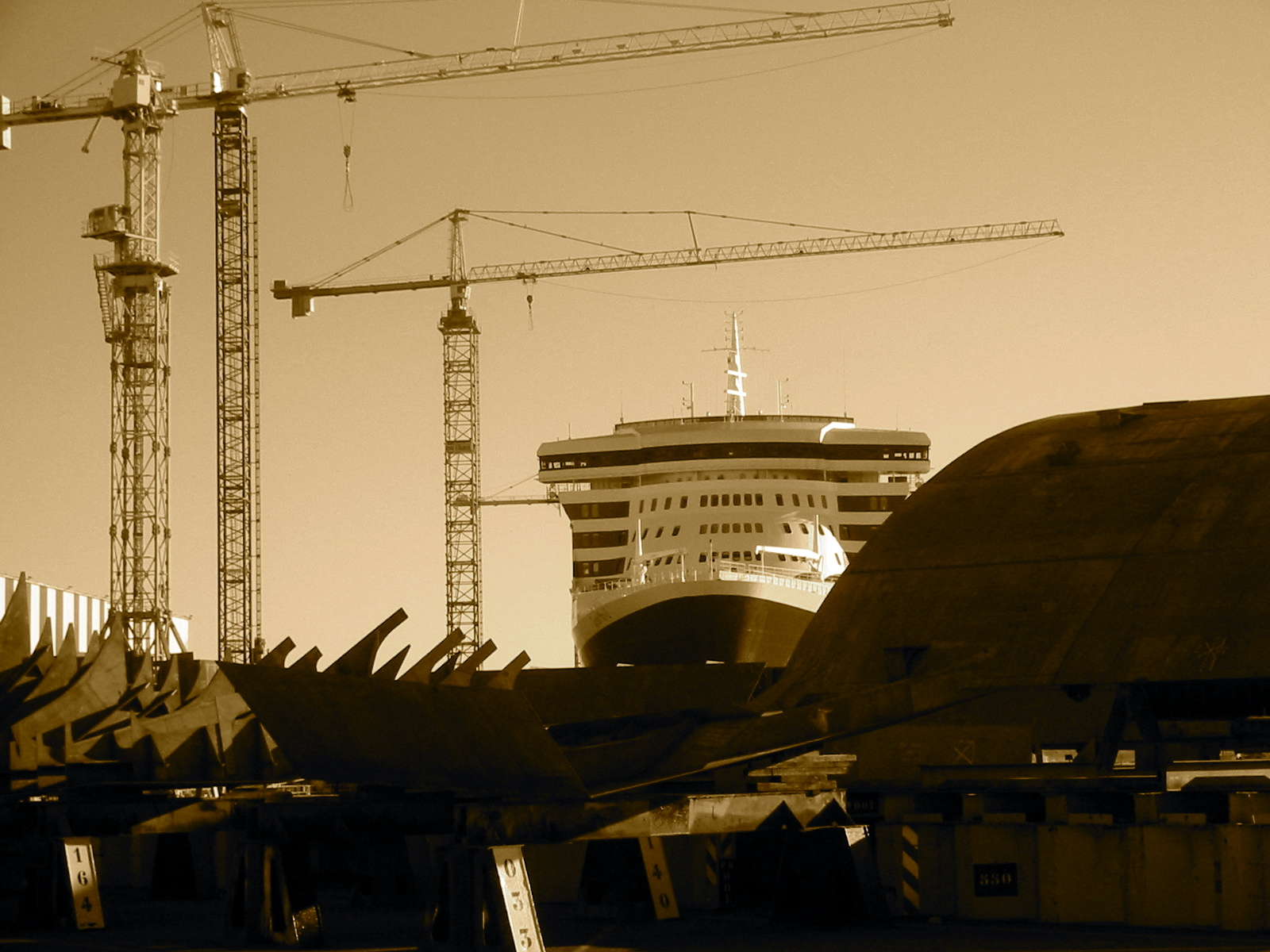
Строительство Queen Mary 2 в Сен-Назер

#### Прочие операции
- STX Norway Florø AS (расположенный в Флурё)

#### OSV (Нефтяные платформы и специальные суда)
- STX Norway Offshore AS (расположенный в Олесунн, Эукра, Бревик, Langsten, Brattvåg, Флурё и Søviknes)
- STX RO Offshore Braila SA and STX RO Offshore Tulcea SA
- STX OSV Niteroi SA
- STX OSV Vietnam Ltd.

## Суда
- Adventure of the Seas в 2001 для Royal Caribbean International
- Allure of the Seas в 2010 для Royal Caribbean International
- Blue dream в 2000 для Holland America Line
- Blue star в 2000 для Holland America Line
- Carnival Legend в 2002 для Carnival Cruise Lines
- Carnival Miracle в 2004 для Carnival Cruise Lines
- Carnival Pride в 2001 для Carnival Cruise Lines
- Carnival Spirit в 2001 для Carnival Cruise Lines
- Coral Princess в 2001 для Princess Cruises
- Costa Atlantica в 2000 для Costa Cruises
- Costa Mediterranea в 2003 для Costa Cruises
- Explorer of the Seas в 2000 для Royal Caribbean International
- Freedom of the Seas в 2006 для Royal Caribbean International
- Independence of the Seas в 2008 для Royal Caribbean International
- Island Princess в 2003 для Princess cruises
- Liberty of the Seas в 2007 для Royal Caribbean International
- Majesty of the Seas в 1992 для Royal Caribbean International
- Mariner of the Seas в 2003 для Royal Caribbean International
- Monarch of the Seas в 1991 для Royal Caribbean International
- MSC Fantasia в 2003 для MSC Cruises
- MSC Lirica в 2003 для MSC Croisières
- MSC Musica в 2006 для MSC Croisières
- MSC Opera в 2004 для MSC Croisières
- MSC Orchestra в 2007 для MSC Croisières
- MSC Poesia в 2008 для MSC Croisières
- Navigator of the Seas в 2002 для Royal Caribbean International
- Oasis of the Seas в 2009 для Royal Caribbean International
- Pacific Princess в 1999 для Princess cruise
- RMS Queen Mary 2 в 2003 для Cunard Line
- R Eight в 2001 для Holland America Line
- R Four в 1999 для Holland America Line
- Rhapsody of the Seas в 1999 для Royal Caribbean International
- Vision of the Seas в 1998 для Royal Caribbean International
- Voyager of the Seas в 1999 для Royal Caribbean International
- Armorique в 2009 для Brittany Ferries
- Aurora af Helsingborg в 1992 для Scandlines
- Baltic Princess в 2006 для Tallink
- Berlioz в 2005 для Sea France
- Birka Paradise в 2004 для Birka Line
- Color Fantasy в 2004 для Color Line
- Color Magic в 2007 для Color line
- Superspeed 1 в 2008 для color line
- Superspeed 2 в 2008 для color line
- Constellation в 2002 для Celebrity Cruises
- Aeolos Express 2 в 2001 для Nel Lines
- Aeolos Kenters в 2001 для Nel Lines
- Cotentin в 2007 для Brittany Ferries
- Crystal Serenity в 2003 для Crystal Cruises
- Destination Gotland в 1999 для Destination Gotland
- Dreamward в 1992 для Norwegian Cruise Lines
- Dryna в 2005 для Fjord1
- European Star в 2002 для Festivale
- European vision в 2001 для Festivale
- Galaxy в 2006 для Tallink
- Glutra в 2000 для MRF
- Hamlet, для Scandlines
- Hammavoe в 2002 для Northlink
- Haroy в 2006
- Hjaltland в 2001 для Northlink
- Hrossey в 2001 для NorthLink
- Île de Groix в 2008 для le département du Morbihan
- Impératrice Eugénie в 1865
- Infinity в 2001 для Celebrity Cruises
- Julsund в 2004 для Fjord1
- Kalliste в 1993 для la Compagnie méridionale de navigation
- Le Levant, для Compagnie du Ponant
- Millenium в 2000 для Celebrity Cruises
- Misral в 1999
- Spirit of Britain для P&O Ferries in 2010
- Napoleon Bonaparte в 1996 для SNCM
- Nils Dack в 1994 для TT-Lines
- Nordic Empress в 1990
- Paul Gauguin в 1997 для SNCM
- Polonia в 1995 для Unity Lines
- Radisson Diamond в 2000 для SWATH
- Regatta в 1998
- Renaissance Delphin в 2000
- Romantika в 2002, для Tallink
- Sea France Rodin в 2001 для Sea France
- Sea France Berlioz в 2005 для Sea France
- Star в 2007 для Tallink
- Stena Explorer в 1996 для Stena AB
- Summit в 2001
- Tycho Brahe в 1991
- Ulysses в 2001 для Irish Ferries
- Victoria I в 2004 для Tallink
- Viking Surkov
- Viking XPRS в 2008 для Viking Line
- Windward в 1993